# Geoffrey Bull
Geoffrey Taylor Bull (24 de junho de 1921 - 11 de abril de 1999) foi um missionário e escritor cristão inglês.

## Vida
Geoffrey Bull nasceu em Londres, numa família evangélica. Ao crescer, tinha como objetivo trabalhar na banca. A partir de 1941 passou a envolver-se nas missões na Ásia Central.
Após a Segunda Guerra Mundial, os anciãos dos  sua assembleia recomendaram-no para uma missão na Ásia Central a tempo inteiro. Em março de 1947, Bull partiu com George N. Patterson (1920-2012) para a fronteira entre a China e o Tibete, onde ficaram durante três anos a estudar mandarim e tibetano. Bull passou para Tibete em 29 de julho de 1950, testemunhando os últimos dias de independência do país. Aí, foi detido pelo Exército Vermelho  sob o pretexto de ser um espião. Depois de um período  em confinamento  passou por um programa de reeducação e de lavagem cerebral. Porém, Geoffrey Bull afirmou que a "fé em Cristo impediu-o de colapsar". O seu cativeiro durou três anos e dois meses, sendo entregue às autoridades britânicas em Hong Kong em 19 de dezembro de 1953.
.

## Obra
Bull escreveu numerosos de livros. Os três primeiros constituem uma trilogia autobiográfica sobre suas experiências na prisão na China. Em God Holds the Key deixou um testemunho sobre a sua fé perante as contrariedades.
- Bull, Geoffrey Taylor (1955). When Iron Gates Yield. Hodder & Stoughton. London: [s.n.] OCLC 252091057
- Bull, Geoffrey T. (1959). God Holds the Key. Hodder & Stoughton. London: [s.n.] OCLC 2899216
- Bull, Geoffrey T. (1965). The Sky is Red. Hodder & Stoughton. London: [s.n.] OCLC 9059607
- Bull, Geoffrey T. (1969). A new Pilgrim's progress: John Bunyan's classic imagined in a contemporary setting. Hodder & Stoughton. London: [s.n.] ISBN 978-0-340-10651-8. OCLC 59141367  Bull, Geoffrey T. (1969). A new Pilgrim's progress: John Bunyan's classic imagined in a contemporary setting. Hodder & Stoughton. London: [s.n.] ISBN 978-0-340-10651-8. OCLC 59141367  Bull, Geoffrey T. (1969). A new Pilgrim's progress: John Bunyan's classic imagined in a contemporary setting. Hodder & Stoughton. London: [s.n.] ISBN 978-0-340-10651-8. OCLC 59141367
- Bull, Geoffrey T. (1962). Coral in The Sand. Hodder & Stoughton. London: [s.n.] OCLC 2112367
- Bull, Geoffrey T. (1972). Love-song in harvest: an interpretation of the Book of Ruth. Pickering and Inglis. London: [s.n.] ISBN 978-0-7208-0219-1. OCLC 641311  Bull, Geoffrey T. (1972). Love-song in harvest: an interpretation of the Book of Ruth. Pickering and Inglis. London: [s.n.] ISBN 978-0-7208-0219-1. OCLC 641311  Bull, Geoffrey T. (1972). Love-song in harvest: an interpretation of the Book of Ruth. Pickering and Inglis. London: [s.n.] ISBN 978-0-7208-0219-1. OCLC 641311
- " A angústia na grama "
- " A cidade e o sinal " (sobre o profeta Jonas)
- "' Tibetan Tales " publicado nos EUA como " Terra Proibida, Uma Saga do Tibete "
- " Tesouro no meu saco "
- " The Rock and the Sand ", este foi seu último trabalho e foi publicado pelo Capítulo Dois, Londres.